# Tweede Kamerverkiezingen 2021/Kandidatenlijst/Splinter
Dit is de kandidatenlijst voor de Tweede Kamerverkiezingen van 2021 van Splinter die op 5 februari 2021 is goedgekeurd door de Kiesraad.

## De lijst
1. Femke Merel van Kooten-Arissen, Woerden - 27.301 voorkeurstemmen
2. Marjan Schnetz, Den Haag - 770
3. Fabian van Hal, Amsterdam - 403
4. Giovanni Angiolini, Leidschendam-Voorburg - 103
5. Ingrid Keyser, Amsterdam - 262
6. Shad Raouf, Nijmegen - 358
7. Marise Schot, Delft - 366
8. Lizzy van Leeuwen, Amsterdam - 198
9. René Jan Veldwijk, Den Haag - 127
10. Magda Łuczycki, Woerden - 100
11. Mauritius Wijffels, Amsterdam - 95
12. Meiny Prins, Westland - 245

VVD · PVV · CDA · D66 · GroenLinks · SP · PvdA · ChristenUnie · Partij voor de Dieren · 50PLUS · SGP · DENK · FVD · BIJ1 · JA21 · Code Oranje · Volt · NIDA · Piratenpartij · LP · JONG · Splinter · BBB · NLBeter · LHK · OPRECHT · JEZUS LEEFT · TROTS · UCF · Lijst 30 · PvdE · DFP · VSN · WZNL · Modern Nederland · De Groenen · PvdR
2021 · 2023